# Diu satis
Diu satis (o Diu satis videmurt) es la primera encíclica del Papa Pío VII publicada el 13 de mayo de 1800, y en la que critica el poder político salido de la Revolución francesa, además de condenar al liberalismo, siguiendo la lógica de su predecesor Pío VI.
En particular, el pontífice comienza por describir la difícil situación de la Iglesia a causa de la Revolución francesa, entregando algunas recomendaciones al clero respecto a cómo hacer frente a los que él denomina "enemigos de la Iglesia"; también los llama a velar por sus fieles, y en especial, que dediquen gran atención en los niños y adolescentes, tanto en los seminarios como en los colegios donde estos se instruyen, para evitar que sean manipulados.
Además, el Papa indica que sería difícil o casi imposible pensar en derrocar a la Santa Sede de Roma, comprometiéndose a ayudar a las personas y naciones que se encontraban en peligro.